# Bøg (slægt)
Bøg (Fagus) er udbredt i Europa, Asien og Nordamerika. Det er løvfældende træer med trekantede nødder i en pigget skål. Her omtales kun de arter, som er vildtvoksende i Danmark, eller som dyrkes her.
| Beskrevne arter |

- Bøg (Fagus sylvatica)
  - Orientalsk bøg (Fagus sylvatica subsp. orientalis)
- Balkansk bøg (Fagus moesiaca)[1]
- Amerikansk bøg (Fagus grandifolia)
- Japansk bøg (Fagus crenata)

| Andre arter |

- Fagus chienii
- Fagus engleriana
- Fagus hayatae
- Fagus japonica
- Fagus longipetiolata
- Fagus lucida
- Fagus taurica[2]

Bemærk, at slægterne Avnbøg og Sydbøg også, – men fejlagtigt – kaldes "Bøg" i folkemunde.
Note
1. ↑  Bukva u Srbiji : (Fagus moesiaca/Domin, Mally/ Czeczoott.). Beograd: Udruženje šumarskih inženjera i tehničara Srbije : Šumarski fakultet Univerziteta. 2005. ISBN 86-906937-0-X.
2. ↑  Germplasm Resources Information Network: Species Records for Fagus Arkiveret 4. november 2004 hos  Wayback Machine (engelsk)